# Dieffenbachia pittieri
Dieffenbachia pittieri är en kallaväxtart som beskrevs av Adolf Engler och Kurt Krause. Dieffenbachia pittieri ingår i släktet prickbladssläktet, och familjen kallaväxter. Inga underarter finns listade.